# The Wild Angels
The Wild Angels is een Amerikaanse misdaadfilm uit 1966 onder regie van Roger Corman.

## Verhaal
Heavenly Blues is de leider van een motorbende. Wanneer hij een motor van een agent wil stelen, wordt hij neergeschoten. De bendeleden trachten hem uit de handen van de autoriteiten te houden.

## Rolverdeling
| Acteur             | Personage      |
| ------------------ | -------------- |
| Peter Fonda        | Heavenly Blues |
| Nancy Sinatra      | Mike           |
| Bruce Dern         | Joe Kearns     |
| Diane Ladd         | Gaysh          |
| Buck Taylor        | Dear John      |
| Norman Alden       | Dokter         |
| Michael J. Pollard | Pigmy          |
| Lou Procopio       | Joint          |
| Joan Shawlee       | Momma Monahan  |
| Marc Cavell        | Frankenstein   |
| Coby Denton        | Bull Puckey    |
| Frank Maxwell      | Predikant      |
| Gayle Hunnicutt    | Suzie          |
| Gina Grant         |                |
| Art Baker          | Thomas         |